# Księżyc pasterski
Księżyc pasterski (satelita pasterski) – niewielki księżyc krążący w pobliżu pierścieni planety-olbrzyma, którego oddziaływanie grawitacyjne ma wpływ na kształt pierścienia. Najwięcej znanych księżyców tego rodzaju posiadają planety o rozbudowanych systemach pierścieni, Saturn i Uran. Przypuszcza się, że obiekty te mogą być także źródłem materii pierścieni. Przykładami księżyców pasterskich są:
- Adrastea w układzie Jowisza, ograniczająca pierścień główny;
- Prometeusz i Pandora oraz Epimeteusz z Janusem w układzie Saturna, względem pierścienia F;
- Kordelia i Ofelia w układzie Urana, wobec pierścienia epsilon;
- Galatea w układzie Neptuna, wobec pierścienia Adamsa; oddziaływanie jej oraz przypuszczalnie innego, niezaobserwowanego księżyca tworzy charakterystyczne łuki w pierścieniu.

Natomiast wśród księżyców zasilających materią pierścienie można wskazać m.in. Amalteę — uderzenia w jej powierzchnię zasilają jeden z pierścieni ażurowych Jowisza, oraz Enceladusa, który poprzez aktywność kriowulkaniczną tworzy pierścień E Saturna.